# 金砂街道
金砂街道，是中华人民共和国广东省汕头市金平区下辖的一个乡镇级行政单位。

## 行政区划
金砂街道下辖以下地区：
北门社区、东门社区、大窖社区、金华社区、金丰社区、西门社区、南门社区、金韩社区、金陵社区和金新社区。